# Daily Dispatch
Il Daily Dispatch è un quotidiano sudafricano edito a East London, fondato nel 1872.
Fondato nel 1872 come East London Dispatch and Shipping and Mercantile Gazette, è il principale quotidiano per vendite della Provincia del Capo Orientale. Pubblicato in inglese, include un supplemento in lingua xhosa.
Il quotidiano divenne noto a livello internazionale per il supporto fornito nei suoi editoriali dall'allora direttore Donald Woods (1965-1977) al leader del Black Consciousness Movement, Stephen Biko, durante il periodo dell'apartheid.